# Hans-Jürgen Hoehnke
Hans-Jürgen Hoehnke (* 27. Oktober 1925 in Danzig; † 10. Juni 2007) war ein deutscher Mathematiker, der sich mit Algebra befasste.

## Leben
Hoehnke besuchte nach dem Abitur 1943 an der Ordensburg Sonthofen die Luftwaffenschule und studierte ab 1946 Mathematik an der Martin-Luther-Universität Halle, an der er 1952 bei Heinrich Brandt promoviert wurde (Über die Transformationseigenschaften der Nonionen). Davor arbeitete er nach dem Abschluss des Studiums 1949 als Mathematiker bei den Chemischen Werken Buna und in der Elektroindustrie in Vacha an der Rhön. Als Jugendlicher war er Radiobastler. Nach der Promotion wurde er Assistent von Brandt in Halle. Von 1956 bis zum Ruhestand 1990 war er am Mathematischen Institut der Akademie der Wissenschaften der DDR in Berlin (Zentralinstitut für Mathematik und Mechanik, ZIMM). 1965 habilitierte er sich an der Humboldt-Universität Berlin (Zur Theorie der Gruppoide).
Am Mathematischen Institut war er als Vertreter der abstrakten Algebra ein Außenseiter, weil seine Forschungsrichtung als nicht systemrelevant eingestuft und mehr auf anwendungsbezogene Forschung Wert gelegt wurde. Der Widerstand von Hoehnke gegen diese Einstufung führte dazu, dass man ihm politisch misstraute. Als er von einer Auslandsreise zurückkehrte erfuhr er, dass er nicht mehr Leiter des Instituts für Reine Mathematik war. Er erhielt auch nie den Professorentitel trotz der internationalen Anerkennung seiner Arbeit. Die Zurücksetzung veranlasste ihn, auch nach der Wende 1990 noch vor seinem 65. Geburtstag das Akademieinstitut zu verlassen. 1998 wurde er als Opfer politischer Verfolgung anerkannt und als amtierender Direktor des Instituts für reine Mathematik rehabilitiert.
Er organisierte eine Reihe von Konferenzen Arbeitstagungen Allgemeine Algebra und Grenzgebiete (fortgesetzt später in der Arbeitstagung Allgemeine Algebra) und eine Konferenz für junge Algebraiker in Potsdam, wo er enge Kontakte zu einer Algebraiker-Gruppe an der Pädagogischen Hochschule hatte. Er hatte viele internationale Kontakte und war Mitherausgeber von Mathematica Japonica (Scientiae Mathematicae Japonicae) und Semigroup Forum.
Anfangs befasste er sich mit konstruktiven Methoden in der Algebra, später mit Allgemeiner Algebra, Halbgruppen, Gruppoiden, Klonen,  Homologischer Algebra, axiomatischer Theorie der Radikale, Automatentheorie und algebraischen Fragen der Logik. Nach ihm sind Hoehnke-Kategorien (dht-symmetrische Kategorien) und Hoehnke-Radikale benannt.

## Schriften
- als Herausgeber: Universale Algebra und Theorie der Radikale, Akademie Verlag 1976.
- als Herausgeber: Algebraische Modelle, Kategorien und Gruppoide, Akademie-Verlag 1979.
- mit Lothar Budach: Automaten und Funktoren, Akademie Verlag 1975.
- mit J. Schreckenberger: Partial algebras and their theories, Aachen: Shaker 2007.